# Linphone
Linphone (англ. Linux Phone) — кроссплатформенный программный клиент IP-телефонии в стандарте SIP с открытым исходным кодом, распространяемый по лицензии GNU GPL. Программа Linphone предназначена для организации аудио и видео-вызовов, а также обмена текстовыми сообщениями посредством Интернета.
SIP-клиент Linphone имеет простой многоязычный (в том числе русский) графический интерфейс, основанный на GTK, и может быть использован на всех наиболее распространённых операционных системах: Mac OS, Microsoft Windows (XP и Vista), Linux, а также на мобильных устройствах iPhone, BlackBerry и других, с поддержкой ОС Android. В Linux также доступны консольные утилиты: интерактивный клиент (linphonec) и утилита для управления Linphone с помощью аргументов командной строки (linphonecsh).

## Возможности
- SIP-агент согласно RFC3261
- Мгновенный обмен текстовыми сообщениями на основе протокола SIMPLE
- Аудиокодеки: G.711, GSM-FR, Speex, AMR и iLBC, а также HD: G.722 и Opus
- Видеокодеки: H.263, MPEG4, theora, H.264, AV1 и H.265, VP8
- DTMF методом SIP INFO или RFC4733 (RFC2833)
- Статусы пользователей (Presence и BLF) на основе SIP SUBSCRIBE/NOTIFY
- Интеграция с LDAP, поддержка CardDAV
- ENUM
- Поддержка IP-адресов IPv6
- Преодоление NAT посредством STUN

В приложении применяются методики обеспечения безопасности и шифрования (все функции являются опциональными, т.е. отключаемы): 
- Безопасная цифровая аутентификация: md5 / SHA256 и TLS-сертификаты для клиента
- End-to-end шифрование для медиа-трафика: SRTP, zRTP and SRTP-DTLS
- End-to-end шифрование для обмена текстовыми сообщениями с использованием Linphone Instant Messaging Encryption (LIME)
- Алгоритм CRYSTALS-Kyber.

## Дополнительные функции
- Адресная книга
- Дополнения-плагины
- Возможность работы из консоли и интеграции в любой графический интерфейс

## Скриншоты

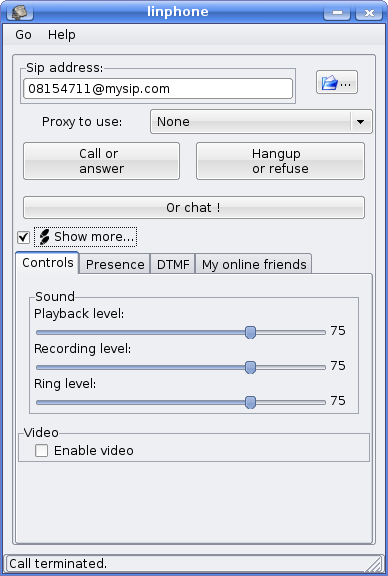
Интерфейс Linphone одной из первых версий в Linux (GNOME)
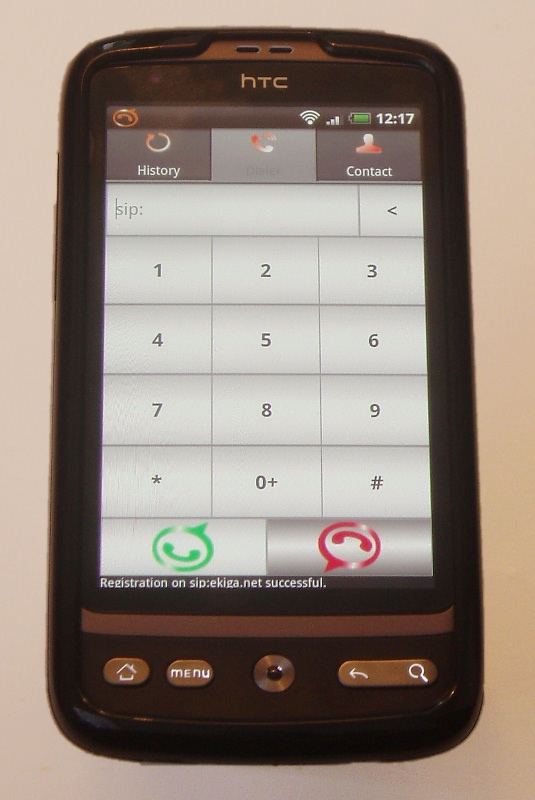
Linphone на коммуникаторе HTC под управлением Android
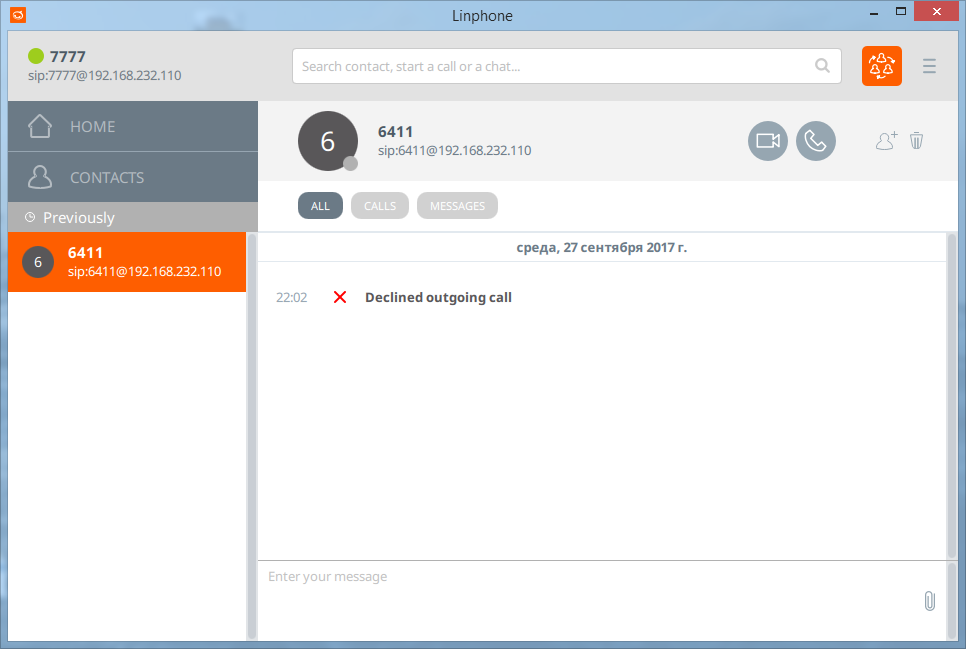
Linphone 4.1 в Windows 8
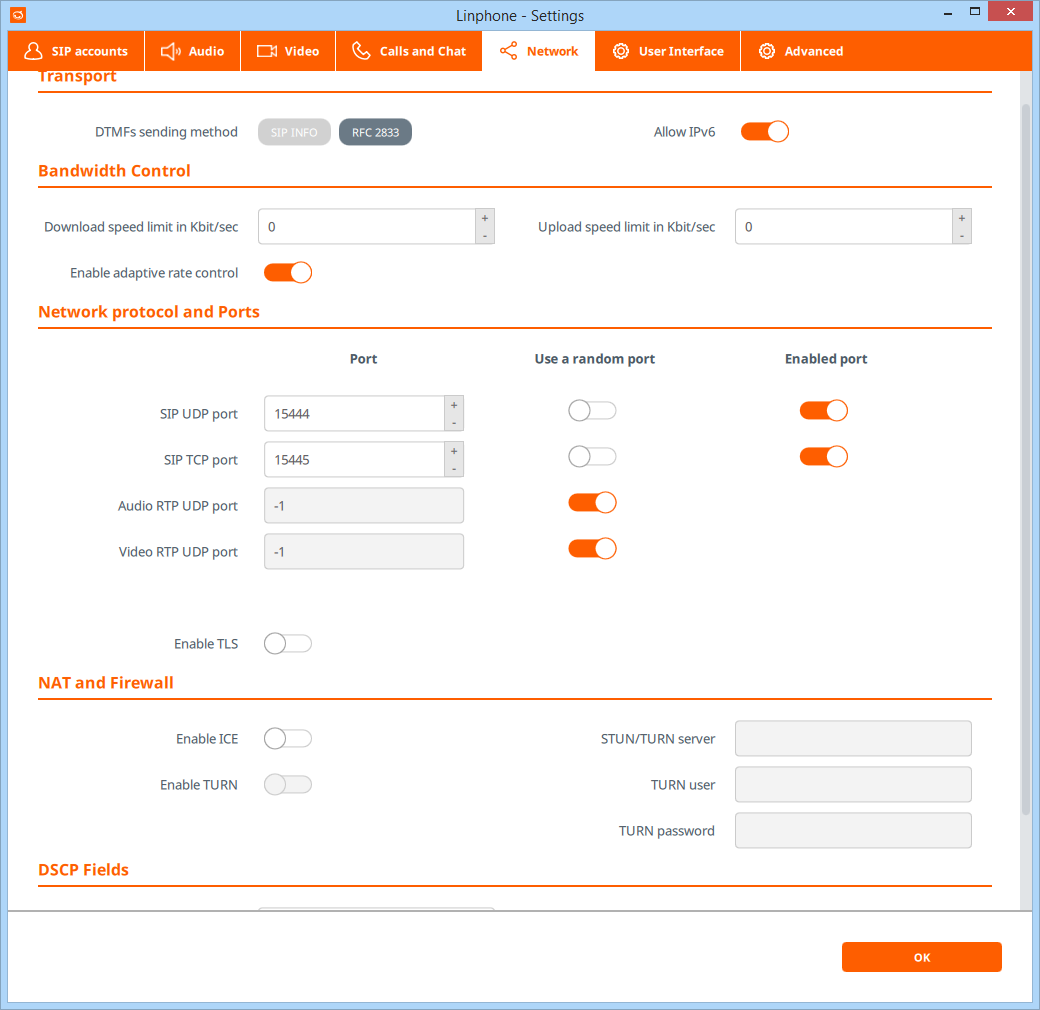
Настройки Linphone в Windows 8